# Inside Job
Inside Job is een documentairefilm uit 2010 geregisseerd door Charles H. Ferguson over de financiële crisis die ontstaat aan het einde van het eerste decennium van de 21e eeuw. De film gaat volgens Ferguson over "de systematische corruptie van de Verenigde Staten door de sector financiële dienstverlening en de gevolgen van die systematische corruptie".
In vijf delen laat de film zien hoe veranderingen in politiek beleid en bankpraktijken bijgedragen hebben aan het ontstaan van de financiële crisis. Inside Job werd door de filmrecensenten geprezen om het degelijke onderzoek en de goede uitwerking van deze complexe materie. De film werd in mei 2010 vertoond op het Filmfestival van Cannes en won in 2010 bij de 83ste Oscaruitreiking de Oscar voor beste documentaire.

## Verhaal
De documentaire bestaat uit vijf delen. Hij begint met een blik op hoe IJsland in 2000 werd gedereguleerd en de IJslandse banken werden geprivatiseerd. Toen Lehman Brothers failliet ging en AIG instortte, raakten IJsland en de rest van de wereld in een wereldwijde recessie.

### Deel 1: Hoe het zover kwam
De Amerikaanse financiële sector maakte van 1940 tot 1980 een groei door, waarna eind jaren negentig een periode van consolidatie begon. In 2001 barstte de internetzeepbel, doordat investeringsbanken internetbedrijfjes bleven steunen, ongeacht de reële levenskansen van deze ondernemingen. Een wereldwijde lichte recessie was het gevolg. In de jaren 2000 werd de industrie gedomineerd door vijf investeringsbanken (Goldman Sachs, Morgan Stanley, Lehman Brothers, Merrill Lynch en Bear Stearns), twee financiële conglomeraten (Citigroup, JPMorgan Chase), drie gesecuritiseerde verzekeringsmaatschappijen (AIG, MBIA, Ambac) en drie kredietbeoordelaars (Moody's, Standard & Poor's, Fitch). Investeringsbanken bundelden hypotheken met andere leningen en schulden in zogeheten collateralized debt obligations (CDO's), die ze verkochten aan investeerders. Aan veel huiseigenaren werd een lening verstrekt die zij nooit zouden kunnen terugbetalen.

### Deel 2: De zeepbel (2001-2007)
Tijdens de hausse op de Amerikaanse huizenmarkt bereikte de verhouding van het uitgeleende geld van de investeringsbanken ten opzichte van de eigen activa van de bank ongekende hoogten. Goldman Sachs verkocht in de eerste helft van 2006 voor meer dan 3 miljard dollar aan overgewaardeerde obligaties (CDO's). Amerikaanse banken speculeerden met deze CDO's, beleggers werd verteld dat ze van hoge kwaliteit waren.

### Deel 3: De crisis
De economische crisis begon in november 2007, in maart 2008 kwam Bear Stearns contant geld tekort. In september nam de federale overheid Fannie Mae en Freddie Mac over, die op de rand van de afgrond stonden. Twee dagen later stortte Lehman Brothers in.

### Deel 4: Verantwoording
De top van de noodlijdende ondernemingen ging er met grote geldsommen vandoor. Na het reddende ingrijpen van regeringen bleven deze bedrijven voor miljarden aan bonussen uitdelen. De grootse banken werden groter en machtiger en dwarsboomden hervormingen. Economen hadden decennia voor deregulering gepleit en het beleid vormgegeven. Maar deze economen waren ook tegen een hervorming na de crisis van 2008. Er was een belangenverstrengeling van bedrijven die de crisis analyseerden en tegelijk banken e.d. die deel uitmaakten van de crisis adviseerden.

### Deel 5: Waar we nu zijn
Tienduizenden Amerikaanse fabrieksarbeiders werden ontslagen. De hervormingen van president Obama waren zwak. Er werd geen doorslaggevende controle ingevoerd op kredietbeoordelaars, lobbyisten et cetera. De leidinggevenden van de betrokken banken werden minister onder Obama. Hoewel Europa pleitte voor bankregulatie, hielden de Verenigde Staten dit tegen.